# Rob van der Riet
R.J.H. (Rob) van der Riet (Haarlem, 20 september 1950) is een Nederlands politicus van het CDA.
Hij was wethouder en locoburgemeester van Haarlemmermeer voor hij in juli 2006 benoemd werd tot burgemeester van de Noord-Hollandse gemeente Drechterland. In 2015 kondigde hij aan in 2016 met pensioen te zullen gaan. Begin 2016 werd hij opgevolgd door Michiel Pijl.